# Oldenburger Fehleranalyse
Die Oldenburger Fehleranalyse (OLFA) ist ein in der Lerntherapie anerkanntes Instrument zur Diagnose von Rechtschreib-Problemen für die Klassen 1 bis 9, das die Rechtschreibfehler eines Lernenden nach orthographietheoretischen Gesichtspunkten gruppiert und nach entwicklungspsychologischen Kriterien gewichtet. Weitere Diagnosetests sind zum Beispiel die Aachener Förderdiagnostische Rechtschreibfehler-Analyse (AFRA) oder der Allgemeine Deutsche Sprachtest (ADST). OLFA ermöglicht nach Angaben des Entwicklers eine valide und förderdiagnostisch relevante Erhebung des individuellen orthographischen Kompetenz- und Leistungsprofils, insbesondere bei großen Rechtschreibschwierigkeiten, Rechtschreibschwäche oder -störung (LRS/Legasthenie). Neben einer Förderempfehlung in Textform können über OLFA online viele hilfreiche Listen und Diagramme erstellt werden, die ausgedruckt werden können.
Die Ergebnisse einer Fehleranalyse sollen dabei die Grundlage einer speziell auf den Lernenden zugeschnittenen Therapie bilden, da sie die individuellen Rechtschreibprobleme erhebt und die Förderplanung auf genau diese Bereiche abgestimmt werden können. Somit wird ein Üben von nicht betroffenen Rechtschreibphänomenen vermieden und der Lernende erhält eine Förderung mit hoher Passgenauigkeit. Durch das Erstellen von Tabellen und Diagrammen leistet sie außerdem eine graphische Unterstützung bei der Förderung, da alle Lernfortschritte anschaulicher gemacht werden können, was wiederum zu einer Steigerung der Motivation führt. Da die Analyse sich vor allem auf frei formulierte Texte (z. B. auf bereits geschriebene Deutschaufsätze) stützt, entfällt die für den Lernenden möglicherweise sehr belastende Testsituation.
Im Bereich der Legasthenieförderung wird die OLFA angewandt, um zu Therapiebeginn das Fehlerprofil des Schülers zu ermitteln, um dieses als Bezugspunkt für etwaige Verbesserungen im Therapieverlauf heranziehen zu können. Die OLFA wird als aufwendig, aber differenziert und gut durchdacht beschrieben. Zum Training des Schülers werden dann Methoden wie das Marburger Rechtschreibtraining oder andere herangezogen. Die Bücher der Oldenburger Fehleranalyse werden u. a. auch beim Verlag Hogrefe vertrieben, einem der renommiertesten Fachverlage für psychologische Fachbücher.